# Hexatheca
Hexatheca é um género botânico pertencente à família Gesneriaceae.

## Espécies
- Hexatheca australis
- Hexatheca dolichopoda
- Hexatheca fulva
- Hexatheca johannis
- Hexatheca minor
- Hexatheca preissii